# Paris qui ne dort pas
Pour plus de détails, voir Fiche technique et Distribution.
Paris qui ne dort pas est un court métrage français réalisé par François Reichenbach, sorti en 1954. 

## Synopsis
Par un petit matin d’hiver, en longeant les bords de Seine au cœur de la cité, des pêcheurs sont affairés et des amoureux occupent les bancs publics. La ville de Paris s’éveille, les cafetiers installent leurs terrasses et les Parisiens lisent le journal. On se presse pour aller au travail ou pour acheter sa baguette ou faire ses courses au marché.
Mais il y a également le Paris des touristes qui flânent dans les jardins ou à Montmartre. Le soir arrive, dans la ville lumière brillent encore plus fort les néons et les lampions d’une fête foraine.

## Fiche technique
- Titre : Paris qui ne dort pas
- Réalisation : François Reichenbach
- Photographie : François Reichenbach
- Musique : Raymond Legrand
- Pays de production : France
- Genre : Court métrage documentaire
- Date de sortie :
  - France : 1954